# Vatín
Vatín är en ort i Tjeckien. Den ligger i den centrala delen av landet, 130 km sydost om huvudstaden Prag. Vatín ligger 560 meter över havet och antalet invånare är 332.
Terrängen runt Vatín är platt. Runt Vatín är det ganska glesbefolkat, med 31 invånare per kvadratkilometer. Närmaste större samhälle är Žďár nad Sázavou, 4,6 km nordväst om Vatín. I omgivningarna runt Vatín växer i huvudsak blandskog.